# Micronucleo
Il micronucleo è il nucleo più piccolo degli organismi che presentano dimorfismo nucleare, come i ciliati. Il micronucleo è diploide ed è usato per la riproduzione.

## Altri significati
Micronucleo è anche il nome dato al piccolo nucleo che si forma ogni volta che un cromosoma o un frammento di un cromosoma non è incorporato in uno dei nuclei figli durante la divisione cellulare. L’involucro di queste microstrutture è molto fragile e spesso difettoso, per cui il Dna contenuto in essi non è protetto a sufficienza, è spesso esposto al citoplasma che causa danni persistenti, creando un ambiente favorevole allo sviluppo del tumore. La proteina p62 è legata all'incapacità di riparare gli involucri cellulari.
Nella formazione di nuovi globuli rossi negli esseri umani, questi sono noti come corpi di Howell-Jolly. Nelle persone normali e in molti altri mammiferi, che hanno globuli rossi privi di nuclei, i micronuclei vengono rimossi rapidamente dalla milza. Un'elevata presenza di micronuclei nel sangue periferico umano indica una rottura della milza o l'assenza della stessa.